# Chihuahua (città)
La città di Chihuahua (pron. [ʧiˈwawa]), ufficialmente chiamata, Heroica Ciudad de Chihuahua è capoluogo dell'omonimo comune e capitale dello stato messicano di Chihuahua, che a sua volta dà il nome alla razza canina dei Chihuahua. Secondo le stime del censimento del 2010, il comune conta 819.543 abitanti, di cui 809.232 concentrati nella città. Posta a 1460 metri sul livello del mare, è sede arcivescovile e importante centro commerciale e industriale, Vi hanno sede diverse maquiladoras. Le sue coordinate sono 28°38′N 106°05′W. Fu fondata nel 1709.

## Geografia fisica

### Clima
Il clima di Chihuahua è di tipo subtropicale secco, con inverni relativamente freddi ed estati calde.
| Chihuahua (1931-1960)        | Mesi | Mesi | Mesi | Mesi | Mesi | Mesi | Mesi | Mesi | Mesi | Mesi | Mesi | Mesi | Stagioni | Stagioni | Stagioni | Stagioni | Anno |
| Chihuahua (1931-1960)        | Gen  | Feb  | Mar  | Apr  | Mag  | Giu  | Lug  | Ago  | Set  | Ott  | Nov  | Dic  | Inv      | Pri      | Est      | Aut      | Anno |
| ---------------------------- | ---- | ---- | ---- | ---- | ---- | ---- | ---- | ---- | ---- | ---- | ---- | ---- | -------- | -------- | -------- | -------- | ---- |
| T. max. media (°C)           | 16   | 20   | 24   | 28   | 33   | 35   | 33   | 31   | 29   | 27   | 21   | 17   | 17,7     | 28,3     | 33       | 25,7     | 26,2 |
| T. min. media (°C)           | 1    | 4    | 7    | 11   | 16   | 21   | 20   | 19   | 16   | 11   | 5    | 2    | 2,3      | 11,3     | 20       | 10,7     | 11,1 |
| Giorni di gelo (Tmin ≤ 0 °C) | 16   | 10   | 2    | 0    | 0    | 0    | 0    | 0    | 0    | 0    | 6    | 12   | 38       | 2        | 0        | 6        | 46   |
| Giorni di pioggia            | 2    | 2    | 2    | 2    | 3    | 6    | 11   | 13   | 12   | 4    | 3    | 2    | 6        | 7        | 30       | 19       | 62   |

## Storia

### Prima della fondazione
La regione in cui fu costruita la città di Chihuahua è stata originariamente abitata dai Conchos, una tribù semi-nomade di Nativi americani che facevano parte delle etnie che gli spagnoli generalmente indicavano come chichimecas. L'esplorazione e la conquista da parte degli spagnoli furono lente e si scontrarono con la fiera resistenza degli indigeni, però la ricchezza mineraria della regione portò ad incrementare gli sforzi per la colonizzazione.
Il 24 giugno 1562 Francisco de Ibarra effettuò una prima spedizione verso gli attuali Durango e Chihuahua. Il 20 marzo 1598 giunse sulle rive del Rìo Sacramento Juan de Oñate, primo europeo a toccare la terra su cui oggi sorge la città di Chihuahua, a capo di una spedizione di circa 400 uomini, di cui 130 portavano al seguito le loro famiglie. Era giovedì santo, per questo motivo gli spagnoli diedero questo nome al fiume, in onore della festività dell'Eucaristia (Santissimo Sacramento) che si celebra in quel giorno.

### Fondazione
La storia della città di Chihuahua ha inizio con la scoperta delle vicine miniere e la fondazione della comunità di Santa Eulalia nel 1652 ad opera del capitano spagnolo Diego del Castillo. Ma a causa del clima e dei continui attacchi degli indigeni la colonizzazione fu sospesa e Santa Eulalia rimase disabitata per diversi anni. Una cinquantina d'anni dopo, nel 1707, si verificarono scoperte minerarie di maggiore rilevanza, che portarono all'immediato ripopolamento del paese ed alla sua prosperità.

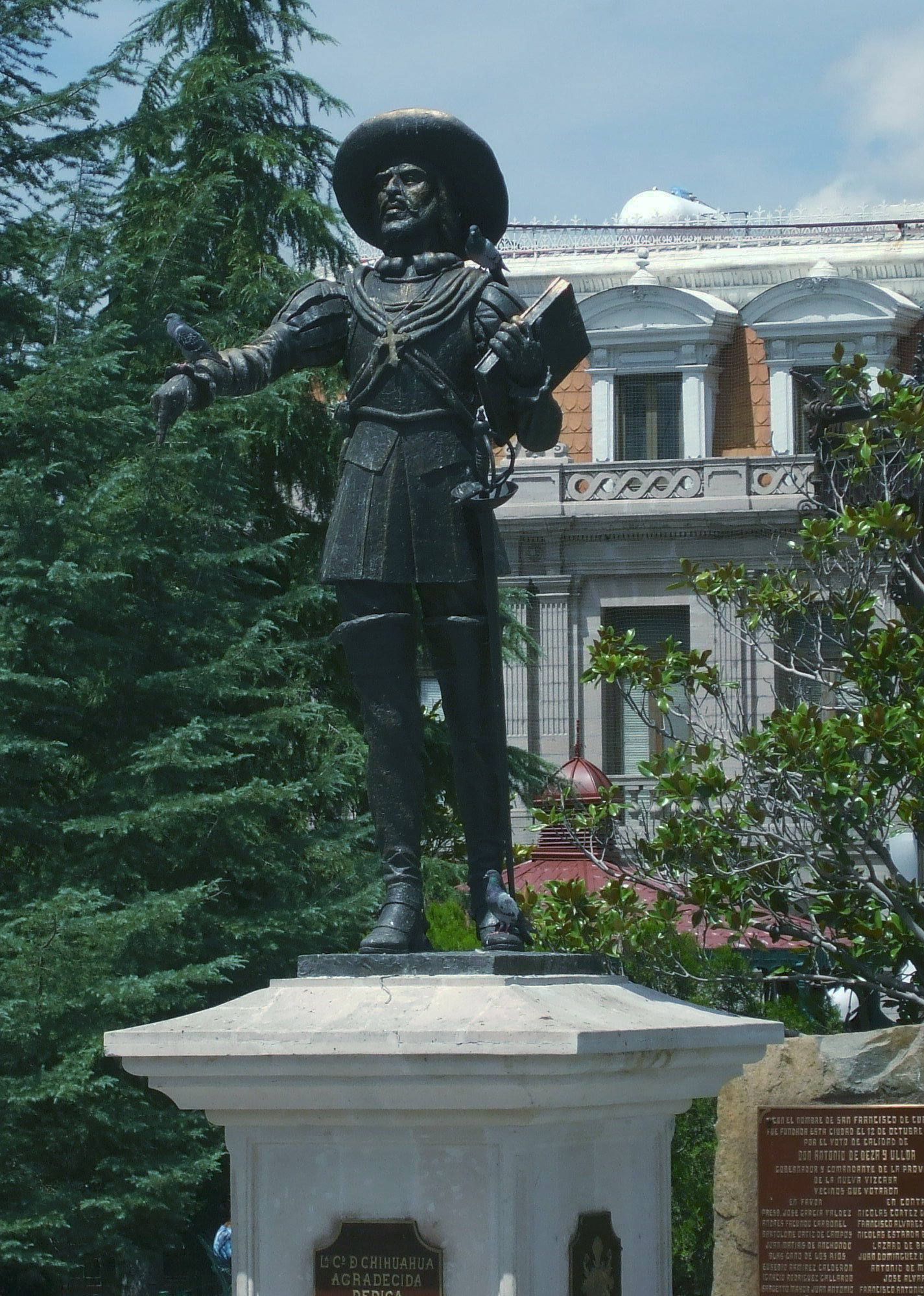
Il fondatore della città, Antonio Deza y Ulloa.

Tuttavia Santa Eulalia si trovava nel mezzo di un territorio montuoso e difficile, che ostacolava la costruzione e l'espansione di una vera e propria città. Quando nel 1709 Antonio de Deza y Ulloa, governatore della Nueva Vizcaya, visitò la località con l'intenzione di fondare il distretto di Real de Minas, si risolse a convocare 16 notabili della zona (minatori, commercianti, funzionari governativi e sacerdoti) per esaminare con loro l'opportunità di nominare Santa Eulalia capitale del Real de Minas, oppure di creare una nuova città nella vicina valle dove confluivano i fiumi Rio Chuviscar e Rio Sacramento.
Il 12 ottobre 1709 si arrivò alla votazione sulla fondazione del Real de Minas: otto dei votanti si espressero perché rimanesse a Santa Eulalia, mentre i rimanenti otto votarono per la fondazione della nuova città di fondo valle; visto il pareggio, il governatore Deza y Ulloa intervenne con il suo voto decisivo in favore della fondazione della città alla confluenza dei fiumi. Di conseguenza tale data è considerata quella della fondazione ufficiale della città di Chihuahua e Antonio de Deza y Ulloa come il suo fondatore. Il nuovo Real de Minas fu fondato con il nome di Real de Minas di San Francisco de Cuellar in onor dell'allora viceré della Nuova Spagna, Francisco Fernández de la Cueva, 10º duca di Alburquerque e marchese di Cuéllar.

### Colonia
La crescita del Real de Minas, trainata dalle attività minerarie e dalle aziende che roteavano intorno ad esse, continuò nella colonia. Grazie ad essa il 1º ottobre 1718 il "Real de San Francisco de Cuellar" viene nominato città, col nome di "San Felipe el Real de Chihuahua": San Felipe in onore del re Filippo V di Spagna, e viene usato per la prima volta il nome di Chihuahua. In questo periodo venne anche deciso di costruire una chiesa parrocchiale degna della città. A tal fine il Consiglio decise di imporre una tassa speciale sui proventi delle miniere di Santa Eulalia, e con questi soldi fu costruito il tempio che ora è il duomo di Chihuahua. Nell'anno 1786 la città di Chihuahua divenne municipio ed il 1º aprile 1797 si tenne il primo censimento della città ad opera di don Fructuoso Simon Herrera, con il seguente risultato: 324 uomini, 396 donne, per un totale di 720 abitanti.
Nel XVIII secolo in città fu costruito un acquedotto, con archi in pietra che portavano acqua in una fontana costruita nella piazza principale. Cominciarono quindi a comparire belle case, alcune in legno lavorato con ricche travi portate dalle montagne. Queste case avevano giardini con alberi da frutta e ortaggi, pollame e bestiame. Famiglie di minatori ricchi, come Irigoyen e Carbonel, decorarono le loro case con arredi di lusso, raffinati dipinti, argenti e porcellane. In nome del re di Spagna arrivarono gli "ispettori", per verificare la moralità e controllare l'amministrazione della giustizia e l'esazione delle tasse. Araldi giravano per le strade insegnando le regole sociali agli indigeni. Nonostante questo la loro libertà veniva sempre più limitata, essendo essi sottoposti al dominio di spagnoli, creoli e meticci. Con questo miscuglio di razze è stata scritta, attraverso i secoli, la storia della capitale.
Come in altre parti del Messico settentrionale, i pellegrini cattolici ebbero grande influenza durante l'epoca coloniale, e la città divenne un punto di incontro per i pellegrini nel loro cammino verso "La Sierra", località di montagna nella quale peraltro gli indiani non erano ancora stati convertiti al cattolicesimo.
A Chihuahua si era insediato anche un collegio gestito dai Gesuiti, che avevano costruito un solido edificio sul lato orientale della città. Più tardi, dopo l'espulsione dei gesuiti, l'edificio scolastico è stato utilizzato come caserma, carcere e zecca.

### Indipendenza
Le notizie relative alla nascita del movimento indipendentista messicano tardarono a diffondersi in città e nemmeno ebbero molta presa. Per questo motivo i Realisti decisero che il processo ai ribelli che erano stati arrestati ad Acatita di Bajan si svolgesse a Chihuahua. Il 23 aprile 1811 gli insorti Ignacio Allende, Mariano Jiménez, Juan Aldama e Manuel Santamaria furono portati a Chihuahua per essere giudicati ed il 26 giugno furono giustiziati mediante fucilazione nel convento di San Francesco. Il 30 luglio dello stesso anno don Miguel Hidalgo y Costilla venne fucilato nel cortile dell'ospedale militare, quello che un tempo era il convento di Loreto. Durante il seguito della guerra di indipendenza la situazione a Chihuahua fu praticamente stabile e senza problemi.
Una volta raggiunta l'indipendenza nel 1821 attraverso il trattato di Cordoba e dopo la breve esperienza del Primo Impero messicano, il 19 luglio 1823 il Congresso federale emanò un decreto che divideva la vecchia provincia di Nueva Vizcaya nelle due di Durango e Chihuahua, ed identificava come capitale di quest'ultima la Villa de San Felipe el Real de Chihuahua, che da quel momento fu eretta al rango di città e ricevette il nome di Chihuahua.

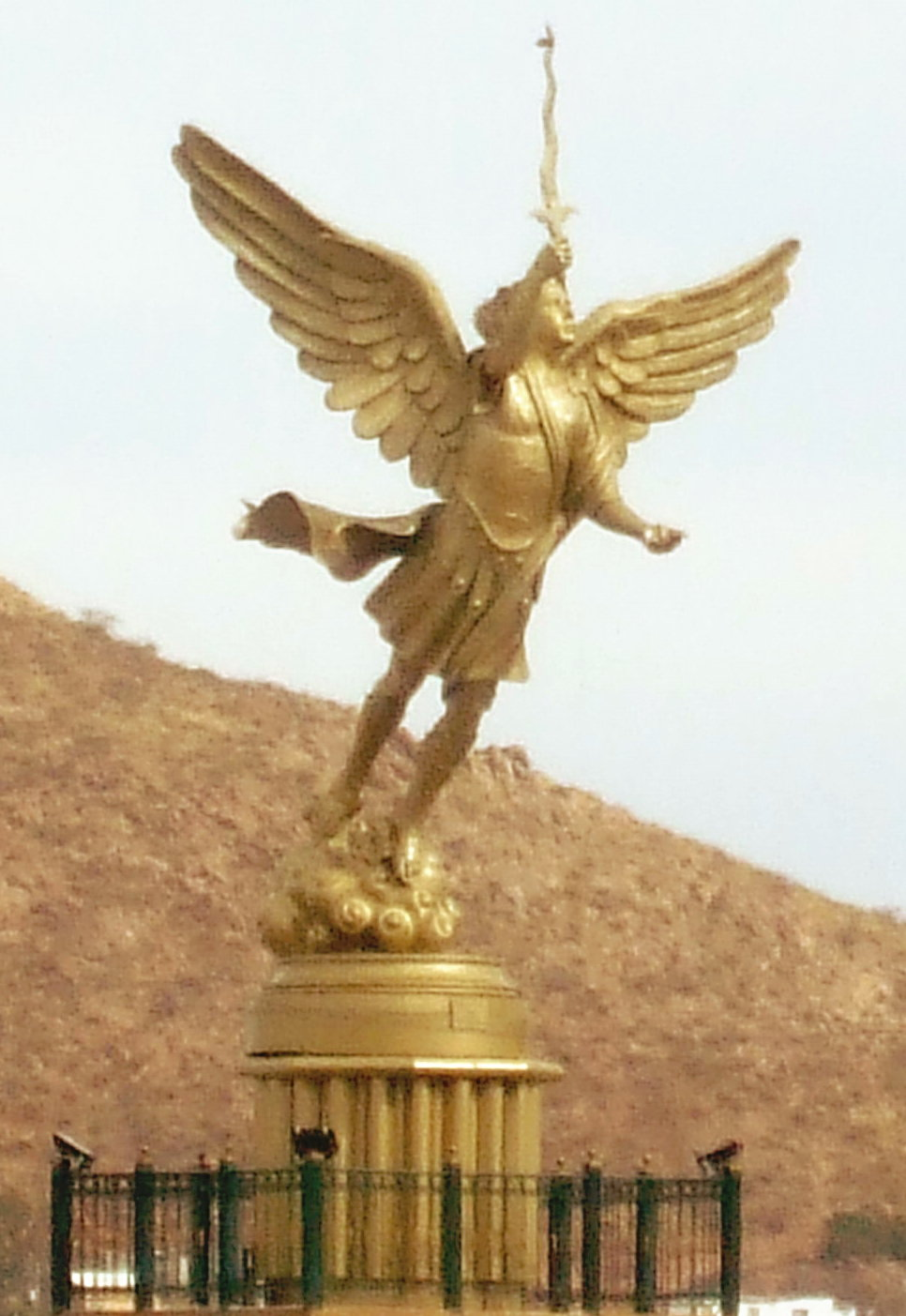
El Angel di Chihuahua

Durante la guerra messico-statunitense del 1846-1848 Chihuahua fu occupata da una colonna militare americana guidata da Alexander Doniphan, che, proveniente dal Nuovo Messico, aveva già occupato Santa Fe ed El Paso. Per la difesa del Chihuahua fu ingaggiata con gli invasori il 28 febbraio del 1847 la battaglia di Sacramento, cosiddetta dal nome della cittadina situata a circa 15 chilometri a nord della capitale. La completa disfatta delle forze messicane, che furono disperse, fece trasferire il governo dello Stato a Parral, ed il 1º marzo la US Army occupò la città di Chihuahua.

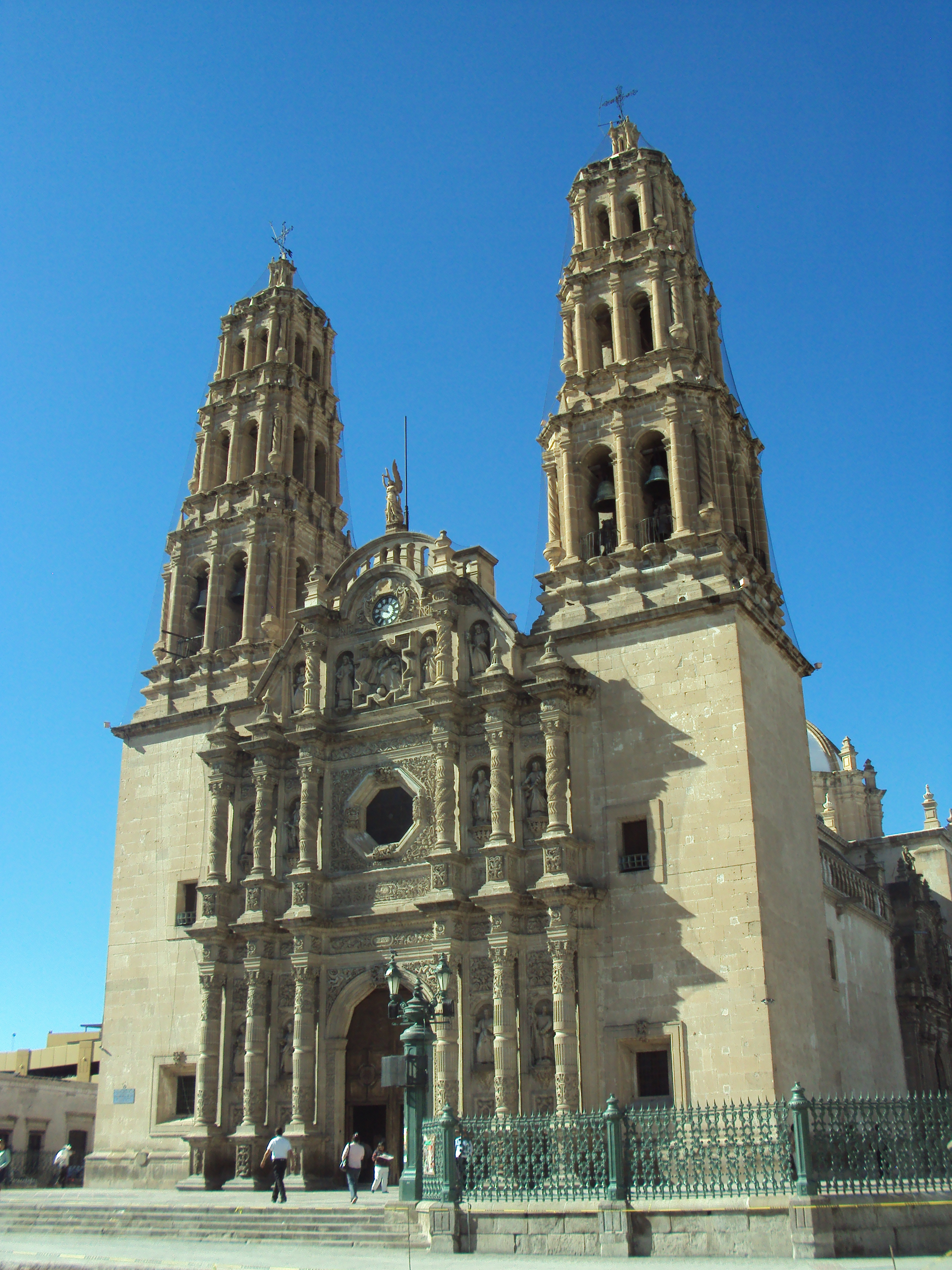
Cattedrale di Chihuahua

## Monumenti e luoghi d'interesse

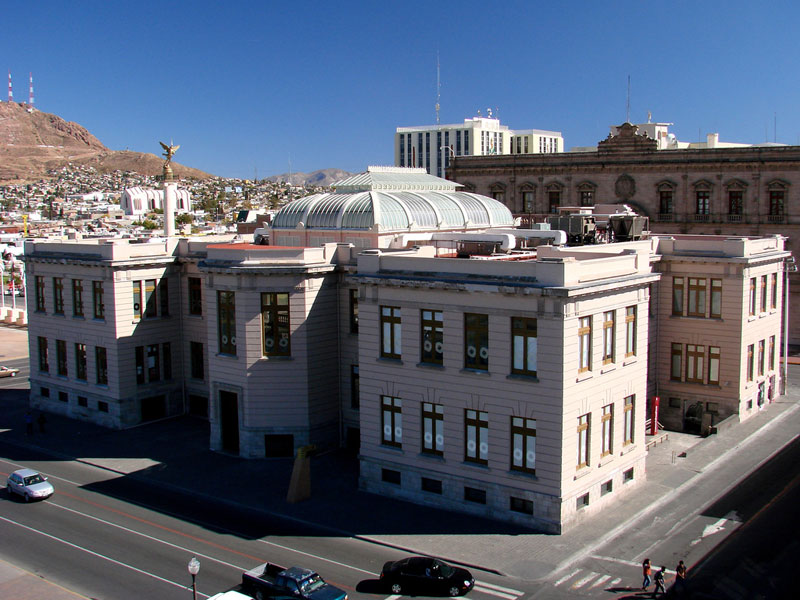
Museo "Casa Chihuahua"

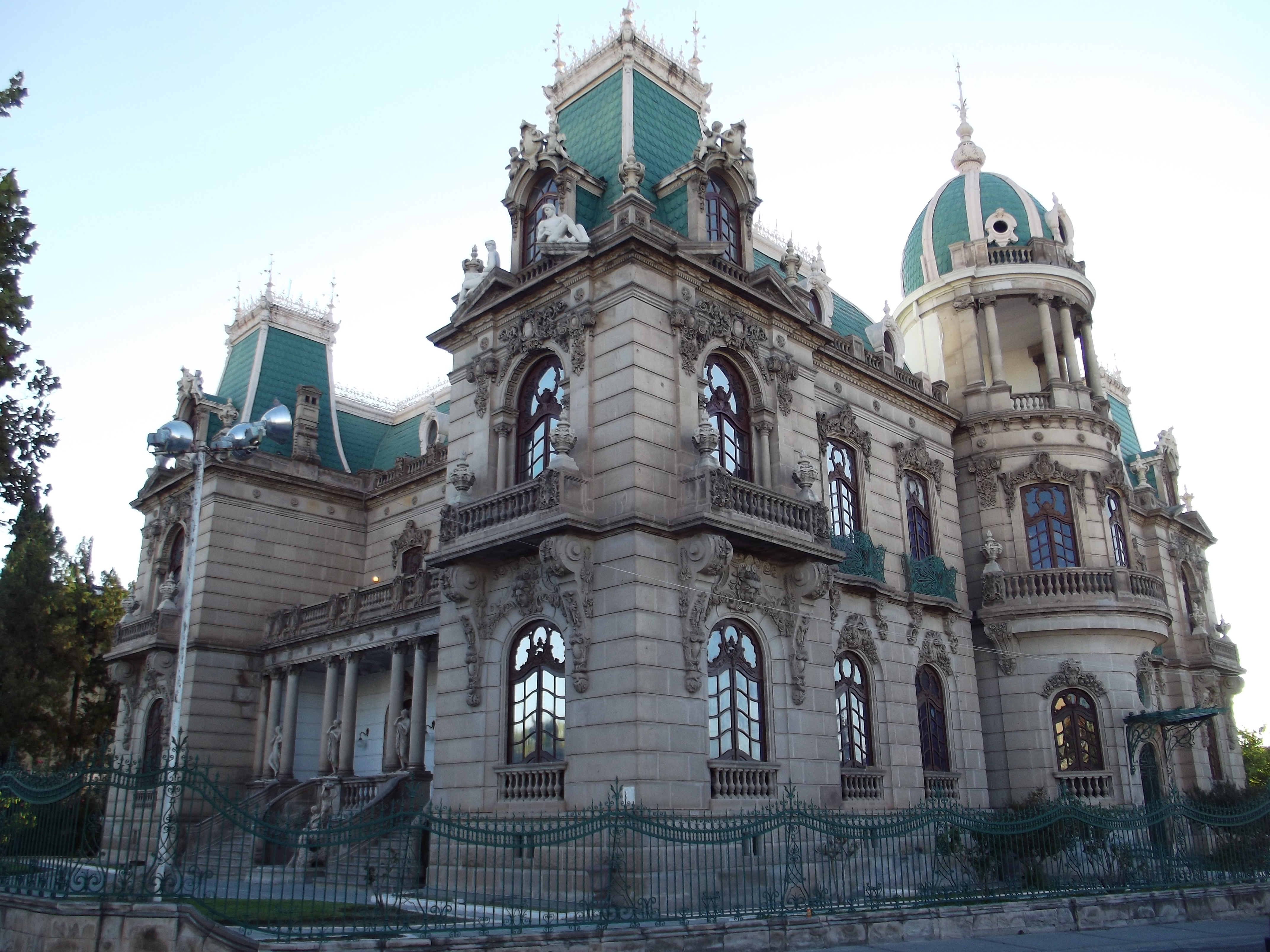
Museo casa Quinta Gameros

Nonostante la zona pedonale del centro storico di fronte alla cattedrale sia stato modernizzato, con nuovi e moderni edifici, tra la Cattedrale e la casa Quinta Gameros, le varie strade che si incrociano, conservano ancora numerosi edifici di epoca coloniale spagnola e anche in stile francese, nonché numerosi musei e chiese.

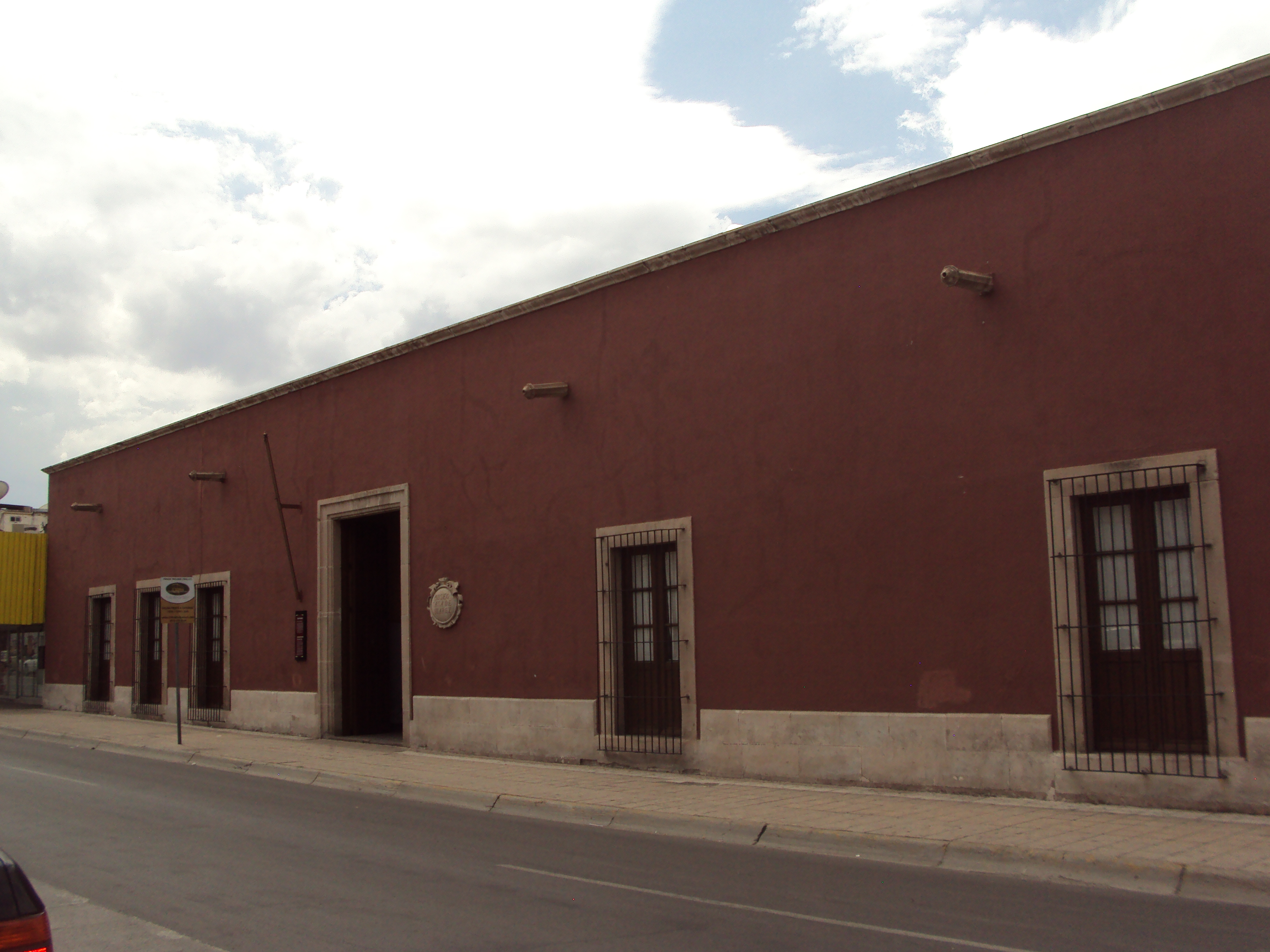
Museo de la Lealtad Republicana Casa de Juarez

- Cattedrale della Santa Croce, Nostra Signora di Regla e San Francesco d'Assisi
- Zocalo o Plaza de Armas ha un chiosco in ferro battuto al centro
- Monumento a Antonio Deza and Ulloa, fondatore della città
- Presidencia Municipal de Chihuahua
- Santuario de Nuestra Señora de Guadalupe
- Plaza del Ángel, al centro ha una colonna sormontata da un angelo
- Plaza Mayor de Chihuahua
- Chiesa Templo de San Francisco de Asís
- Plaza Tierra de Encuentro
- Casa Enrique Creel, casa dove visse l'ex governatore ci Chihuahua si trova sulla destra della Cattedrale
- Parroquia del Sagrado Corazón de Jesús
- Capilla de Santa Rita de Casia, chiesa coloniale più piccola delle precedenti

## Società

### Evoluzione demografica

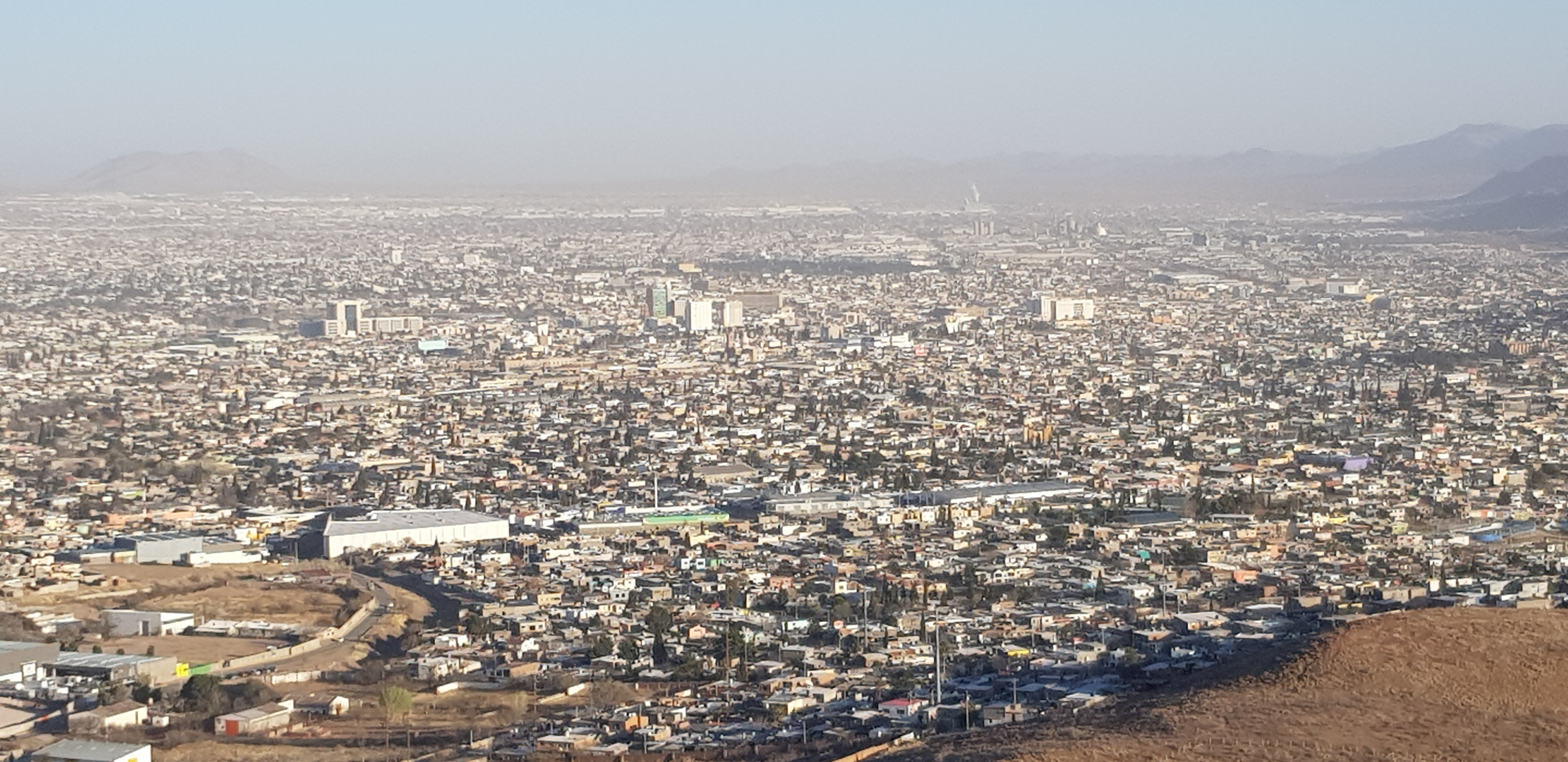
Chihuahua vista dal Cerro Grande

Con una popolazione di 925.762 abitanti, e una superficie di 882,89 km², è la seconda città per numero di abitanti dello stato di Chihuahua, dopo Ciudad Juarez, almeno secondo i censimenti e conteggi dell'Istituto Nazionale di Statistica e Geografia (INEGI) dal 1900 al 2020. Dei gruppi originari della regione, i Tarhumara-Raramuri sono il più numeroso presente in città.
| Anno | Popolazione | Variazione |
| ---- | ----------- | ---------- |
| 1900 | 30 405      | —          |
| 1910 | 39 706      | +30,6 %    |
| 1921 | 37 078      | −6,6 %     |
| 1930 | 45 595      | +23,0 %    |
| 1940 | 56 805      | +24,6 %    |
| 1950 | 87 000      | +53,2 %    |
| 1960 | 150 430     | +72,9 %    |
| 1970 | 257 027     | +70,9 %    |
| 1980 | 385 603     | +50,0 %    |
| 1990 | 516 153     | +33,9 %    |
| 2000 | 657 876     | +27,5 %    |
| 2010 | 809 232     | +23,0 %    |
| 2020 | 925 762     | +14,4 %    |

## Cultura

### Musei
- Casa Chihuahua Centro de Patrimonio Cultural
- Museo Chihuahuense de Arte Contemporáneo, (Casa Redonda) e Museo del Ferrocarril
- Casa Siglo XIX (Museo Sebastián)
- Museo de Arte Sacro
- Museo Centro Semilla
- Museo Universitario Casa Quinta Gameros
- Museo de la Revolución Mexicana (Casa de Villa)
- Museo de la Lealtad Republicana (Casa de Juárez)
- Museo Hidalgo y Galería de Armas
- Museo de Paleontología (Museo del Mamut)
- Museo de la Presidencia Municipal (Centro de Desarrollo Cultural)
- Museo Botánico del Cactus Conchita Rangel

## Infrastrutture e trasporti

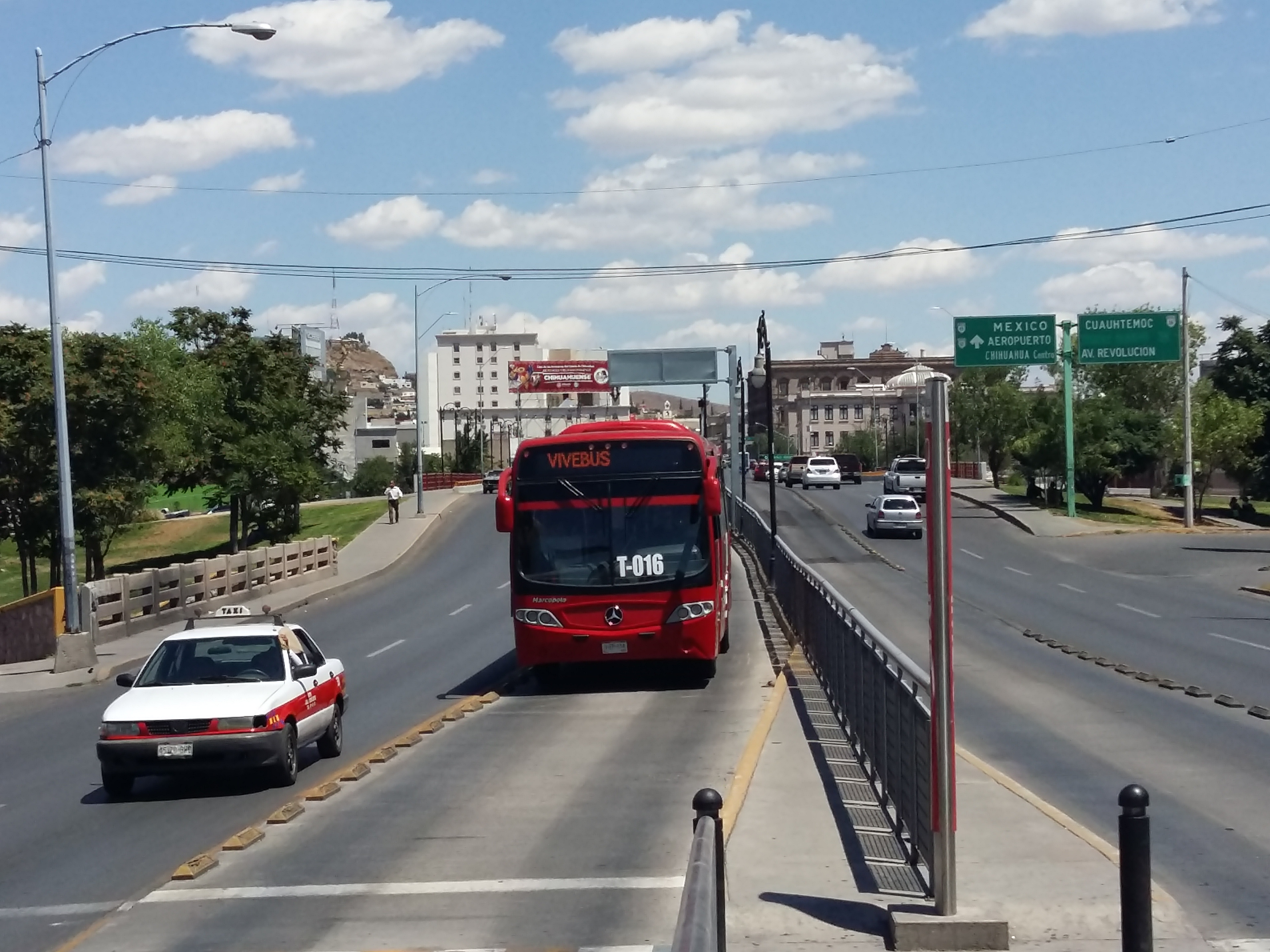
Il Bowí a Chihuahua

### Ferrovie
Chihuahua ha due stazioni ferroviarie, la "Chiuhuahua Norte", che fino al 1999 aveva partenze per Ciudad Juarez e Città del Messico, dopo la privatizzazione, in tale data, queste corse sono state soppresse, rimanendo solo un servizio merci gestito dalla Ferromex. Si parla di riattivare la linea ma al momento non è stato fatto nulla in merito. L'altra stazione è la "Chihuahua Pacifico" a circa 2 km dal centro, da dove partono treni due volte la settimana per Los Mochis, è la linea denominata "El Chepe", conosciuta internazionalmente, per i suoi panorami.

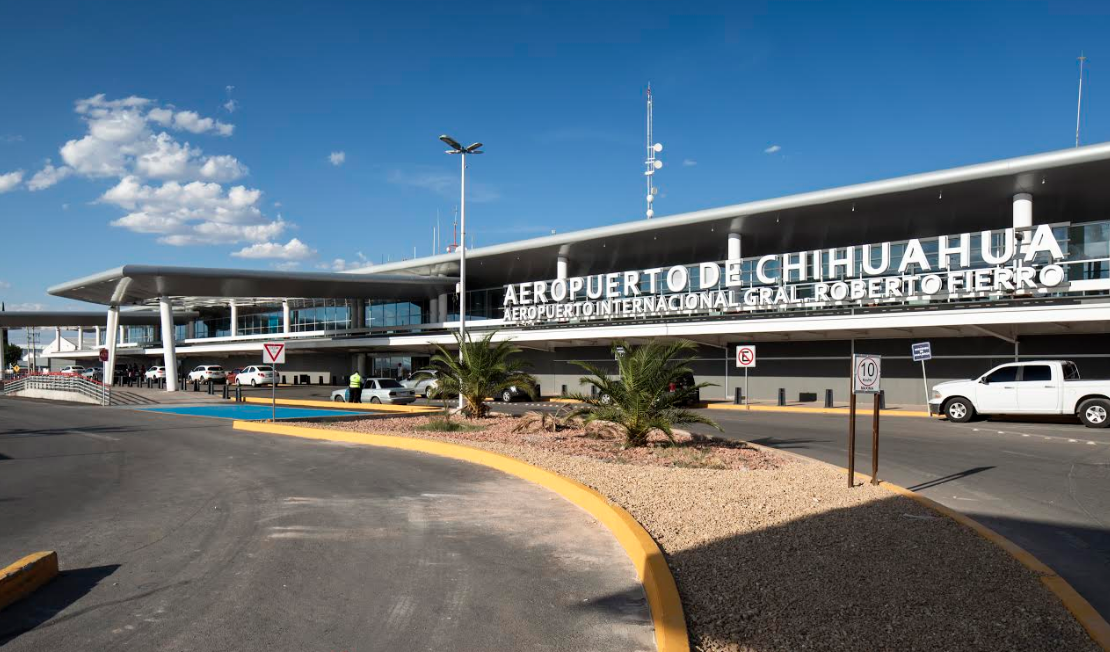
Terminal dell'Aeroporto Internazionale di Chihuahua

### Aeroporti
Chihuahua ha due aeroporti, il principale è l'Aeropuerto Internacional General Roberto Fierro Villalobos, (CUU), che dista 17 km, da dove partono voli nazionali per il Messico quali, Cancún, Città del Messico, Guadalajara, Mazatlán, Monterrey e altri e voli internazionali per gli Stati Uniti, quali Dallas/Fort Worth e Denver. L'altro aeroporto è l'Aeropuerto del sur de Chihuahua, che dista 36 km e gestisce voli privati e di tipo aerotaxi.

### Mobilità urbana
Numerose linee di autobus percorrono la città, non sembra che ci sia un reale ordine nelle linee, anche per via sensi unici nella varie strade. Inaugurato nel 2013, il Bowí, precedentemente noto come ViveBús e formalmente chiamato "Sistema de Transporte Ecológico Bowí", è un sistema di trasporto rapido di autobus, simile al Metrobus di Città del Messico, al 2025 disponeva di una sola linea, con percorso dalla Central Camionera alla zona sud della città.
Chihuahua ha una "Central Camionera", da dove partono tutte le linee a lunga distanza e per il resto del Messico e dello stato di Chihuahua, vi sono partenze almeno ogni ora per Ciudad Juarez, (alcune di queste passano per Nuevo Casas Grandes), e Cuahutemoc, altre per Città del Messico, Madera, Creel, Divisadero, Ojinaga e Torreon.

## Amministrazione

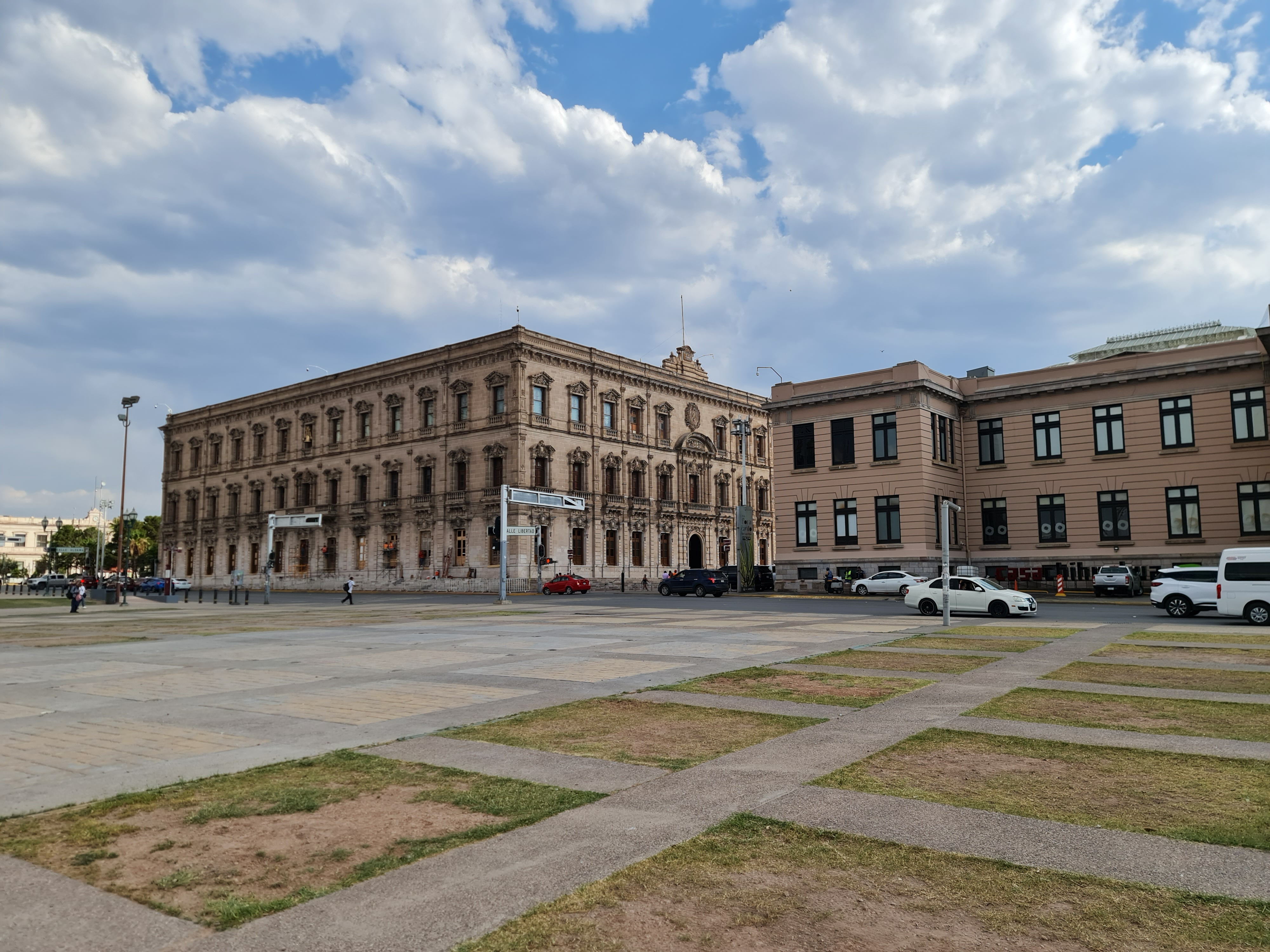
Centro di Chihuahua

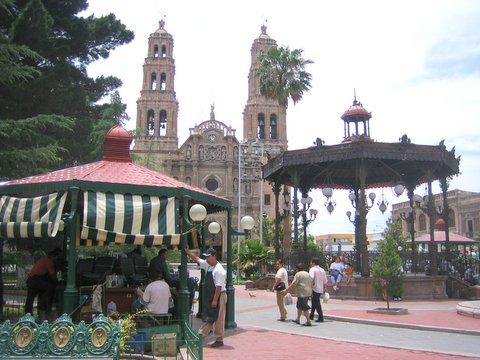
Zocalo o Plaza de Armas di Chihuahua

Come nella maggior parte dei comuni del Messico, le elezioni del sindaco e della giunta comunale si svolgono ogni tre anni. Il Presidente Municipale del Comune di Chihuahua, (il sindaco), ufficialmente "Presidente Municipale Costituzionale di Chihuahua", è il capo dell'Honorable Ayuntamiento del Municipio de Chihuahua e delle frazioni annesse.
| Presidente municipale                | Periodo     | Partito |
| ------------------------------------ | ----------- | ------- |
| Reinaldo Ornelas                     | 1914 - 1915 | N/D     |
| Emilio Cirlos                        | 1915        | N/D     |
| Aldegundo Pérez López                | 1916        | N/D     |
| Julio Ornelas Reza                   | 1916        | N/D     |
| Laureano Holguín                     | 1916        | N/D     |
| Enrique Calderón                     | 1916        | N/D     |
| Julio Ornelas Reza                   | 1916 - 1917 | N/D     |
| Leopoldo Lozano                      | 1917        | N/D     |
| Julio Ornelas Reza                   | 1917 - 1918 | N/D     |
| Salvador Rivas                       | 1919        | N/D     |
| Jesús José Corral                    | 1920        | N/D     |
| Jesús Mucharraz                      | 1920        | N/D     |
| Juan Meza y Enríquez                 | 1920        | N/D     |
| José Dolores Miramontes              | 1921        | N/D     |
| Francisco de P. Almeida              | 1922        | N/D     |
| Pantaleón Meléndez                   | 1924 - 1926 | N/D     |
| Socorro García                       | 1926        | N/D     |
| Manuel A. Gómez                      | 1926        | N/D     |
| Ignacio Chávez Franco                | 1926        | N/D     |
| Socorro García                       | 1927        | N/D     |
| Jesús Ramos Nájera                   | 1927        | N/D     |
| Ignacio Salas Porras                 | 1927        | N/D     |
| Jesús Ramos Nájera                   | 1927        | N/D     |
| Arturo Wisbrun                       | 1927 - 1928 | N/D     |
| Ignacio Salas Porras                 | 1928        | N/D     |
| Juan Meza y Enríquez                 | 1928        | N/D     |
| Ignacio Salas Porras                 | 1928 - 1929 | N/D     |
| Fernando Pinal                       | 1929        | N/D     |
| Julio Ramos Guzmán                   | 1929        | PNR     |
| Cipriano Arriola                     | 1929        | PNR     |
| Reinaldo Talavera                    | 1931        | PNR     |
| José P. Tapia                        | 1932 - 1933 | PNR     |
| Manuel Benjamín Guerrero Villa       | 1934 - 1935 | PNR     |
| Manuel López Dávila                  | 1936 - 1937 | PNR     |
| Eduardo Terrazas                     | 1938        | PNR     |
| Eduardo Crosby                       | 1939        | PRM     |
| Primitivo Uro                        | 1940 - 1941 | PRM     |
| Manuel Gómez Chávez                  | 1942 - 1943 | PRM     |
| Salvador Valdez                      | 1943        | PRM     |
| Alberto de la Peña Borja             | 1944 - 1946 | PRM     |
| Manuel Bernardo Aguirre              | 1947 - 1949 | PRI     |
| Crisóforo Caballero                  | 1950        | PRI     |
| Elfego Piñón Córdoba                 | 1950        | PRI     |
| J. Pablo Amaya                       | 1951 - 1952 | PRI     |
| Salvador Campos                      | 1953 - 1955 | PRI     |
| Carlos Stege                         | 1956        | PRI     |
| Esteban Uranga Prado                 | 1956 - 1957 | PRI     |
| Jesús Arellano Martínez              | 1958 - 1959 | PRI     |
| Jesús Olmos Moreno                   | 1959 - 1962 | PRI     |
| Roberto Ortiz Raynal                 | 1962 - 1965 | PRI     |
| Ramiro Valles Ortega                 | 1965 - 1968 | PRI     |
| Ramón Reyes García                   | 1968 - 1971 | PRI     |
| José Luis Caballero                  | 1971 - 1974 | PRI     |
| Oscar Ornelas Kuchle                 | 1974 - 1976 | PRI     |
| Humberto Martínez Delgado            | 1976 - 1977 | PRI     |
| Luis Fuentes Molinar                 | 1977 - 1980 | PRI     |
| Ramiro Cota Martínez                 | 1980 - 1983 | PAN     |
| Luis H. Álvarez                      | 1983 - 1986 | PAN     |
| Pedro César Acosta                   | 1986        | PRI     |
| Mario de la Torre Hernández          | 1986 - 1989 | PRI     |
| Rodolfo Torres Medina                | 1989 - 1992 | PRI     |
| Patricio Martínez García             | 1992 - 1995 | PRI     |
| Gustavo Ramos Becerra                | 1995 - 1998 | PRI     |
| José Reyes Baeza Terrazas            | 1998 - 2001 | PRI     |
| Jorge Barousse Moreno                | 2001 - 2002 | PRI     |
| Alejandro Cano Ricaud                | 2002 - 2004 | PRI     |
| Juan Blanco Zaldívar                 | 2004 - 2007 | PAN     |
| Carlos Borruel Baquera               | 2007 - 2010 | PAN     |
| Álvaro Madero Muñoz                  | 2010        | PAN     |
| Marco Adán Quezada Martínez          | 2010 - 2013 | PRI     |
| Javier Garfio Pacheco                | 2013 - 2015 | PRI     |
| Eugenio Baeza Fares                  | 2015 - 2016 | PRI     |
| Javier Garfio Pacheco                | 2016        | PRI     |
| María Eugenia Campos Galván          | 2016 - 2018 | PAN     |
| Marco Bonilla Mendoza                | 2018        | PAN     |
| María Eugenia Campos Galván          | 2018 - 2021 | PAN     |
| María Angélica Granados Trespalacios | 2021        | PAN     |
| Marco Bonilla Mendoza                | 2021 - 2024 | PAN     |
| Jorge Cruz Russek                    | 2024        | PAN     |
| Marco Bonilla Mendoza                | 2024 - 2027 | PAN     |

### Gemellaggi
- Albuquerque
- Lynwood
- Pueblo